# Campylopus jamesonii
Campylopus jamesonii är en bladmossart som beskrevs av Georg Friedrich von Jaeger 1872. Campylopus jamesonii ingår i släktet nervmossor, och familjen Dicranaceae. Inga underarter finns listade i Catalogue of Life.